# Mottling
Mottling (od ang. mottled – cętkowany, marmurkowy) – rodzaj błędu pojawiający się w druku apli, polegający na nierównomiernym kryciu powierzchni, na skutek czego powstają ciemniejsze plamy.
Przyczyną mottlingu w druku offsetowym może być:
- nierównomierne przyjmowanie farby przez podłoże (np. z powodu wad podłoża drukowego)
- nadmierne emulgowanie farby
- niewłaściwe przyjmowanie farby przez farbę na kolejnych zespołach drukujących, czyli trapping
- wady w maszynie, rozregulowany układ farbowy lub nawilżający, uszkodzone wałki farbowe
- niewłaściwy docisk
- niewłaściwy lub zużyty obciąg